# Fanipol (stacja kolejowa)
Fanipol (biał. Фаніпаль; ros. Фаниполь) – stacja kolejowa w miejscowości Fanipol, w rejonie dzierżyńskim, w obwodzie mińskim, na Białorusi. Leży na linii Moskwa - Mińsk - Brześć.
Od stacji odchodzą liczne bocznice do zakładów przemysłowych zlokalizowanych obok stacji.

## Historia
Stacja powstała w czasach carskich na linii Kolei Moskiewsko-Brzeskiej pomiędzy stacjami Mińsk i Kojdanów. Przejściowo po I wojnie światowej pod zarządem polskim. W wyniku traktatu ryskiego znalazła się w Związku Sowieckim.